# 磐城短期大学
磐城短期大学（日语：／ Iwaki  Tanki Daigaku *），简称磐短，是一所位于日本福岛县磐城市的私立短期大学。

## 概要

### 简介
- 学校最早可以追溯到1903年[2][3]。短期大学为于1966年开办[3]。由学校法人昌平黉经营[4]、来源于儒家。为男女同校从开办。

### 历史
- 1966年 昌平黉短期大学成立并同时设置一个学科即商经科[3]。
- 1972年 改校名为磐城短期大学。商经科分离为两个课程、以下列举[3]。
  - 第一部[注 1]
  - 第二部[注 1]
- 1979年 幼儿教育科成立[3]。
- 1986年 业余课程经营信息专攻修成立（电子计算机科[注 2]）[5]。
- 1989年 福利专攻成立于专科。

### 宪章
- 请参看磐城短期大学的标志 （页面存档备份，存于） （日語） 2014年6月4日阅览。

## 学校环境
- 校区：在福岛县磐城市

## 历任校长
- 川西正鉴：第一代短期大学校长[6]。
- 田久昌次郎：现在短期大学校长[7]

## 著名人和有关人员
- 山冈庄八：短期大学名誉教授

## 组织

### 学科
- 幼儿教育科

### 前学科
| - 商经科 - 第一部 - 第二部 |

### 专科
| - 福利专攻 |

### 业余课程
| - 电子计算机科 |

### 附属学校
- 幼儿园[8]

## 相关链接
- 日本短期大学列表